# Скорцень (комуна, Прахова)
Скорцень, Скорцені (рум. Scorțeni) — комуна у повіті Прахова в Румунії. До складу комуни входять такі села (дані про населення за 2002 рік):
- Борденій-Марі (1489 осіб)
- Борденій-Міч (575 осіб)
- Місля (2042 особи)
- Сирка (449 осіб)
- Скорцень (1540 осіб) — адміністративний центр комуни

Комуна розташована на відстані 75 км на північ від Бухареста, 22 км на північний захід від Плоєшті, 65 км на південь від Брашова.

## Населення
За даними перепису населення 2002 року у комуні проживали 6095 осіб.
Національний склад населення комуни:
| Національність   | Кількість осіб | Відсоток |
| ---------------- | -------------- | -------- |
| румуни           | 6079           | 99,7%    |
| росіяни-липовани | 7              | 0,1%     |
| угорці           | 4              | 0,1%     |
| цигани           | 3              | < 0,1%   |
| турки            | 1              | < 0,1%   |

Рідною мовою назвали:
| Мова                  | Кількість осіб | Відсоток |
| --------------------- | -------------- | -------- |
| румунська             | 6081           | 99,8%    |
| російська             | 7              | 0,1%     |
| угорська              | 3              | < 0,1%   |
| турецька              | 1              | < 0,1%   |
| не вказали рідну мову | 2              | < 0,1%   |

Склад населення комуни за віросповіданням:
| Релігія            | Кількість осіб | Відсоток |
| ------------------ | -------------- | -------- |
| православні        | 6010           | 98,6%    |
| адвентисти         | 43             | 0,7%     |
| п'ятдесятники      | 16             | 0,3%     |
| баптисти           | 7              | 0,1%     |
| римо-католики      | 5              | 0,1%     |
| реформати          | 3              | < 0,1%   |
| атеїсти            | 2              | < 0,1%   |
| лютерани           | 1              | < 0,1%   |
| не вказали релігію | 6              | 0,1%     |

## Зовнішні посилання
- Дані про комуну Скорцень на сайті Ghidul Primăriilor